# Tomáš Hejdušek
Tomáš Hejdušek (* 16. listopadu 1979) je bývalý fotbalista a fotbalový trenér, v současnosti působící na pozici hlavního trenéra v týmu FK Třinec.

## Hráčská kariéra
Hejdušek je odchovancem klubu MFK Vítkovice, za jehož A tým nastupoval mezi lety 2000–2003 ve druhé české lize. Před sezónou odešel Hejdušek do lotyšského klubu FK Ventpils, se kterým si zahrál i Pohár UEFA (dneštní Evropská liga). Na sezónu 2005/2006 odešel do jiného lotyšské klubu, FC Dinaburg Daugavpils, ještě před jejím koncem však přestoupil zpět do MFK Vítkovice. V sezóně 2007/2008 si zahrál druhou českou ligu také za FK Marila Příbram. Po ní však ukončil profesionální fotbalovou kariéru a hrál už pouze v divizním týmu TJ Nový Jičín.

## Trenérská kariéra
Hejdušek začal s trénováním u mládeže v klubu FC Baník Ostrava, posléze se stal trenérem B týmu a asistentem trenéra u A týmu. Před sezónou 2022/23 odešel do klubu MFK Karviná, ve kterém zastával funkci hlavního trenéra A týmu. Již v první sezóně se Karviné pod jeho vedením povedlo postoupit do nejvyšší soutěže. Hejdušek začal v Karviné i sezónu 2023/24, po osmi kolech byl však odvolán. Jeho novým angažmá se stal klub FK Třinec, ve kterém převzal A tým po odvolaném trenérovi Martinu Pulpitovi.